# Pseudoplanodes
Pseudoplanodes är ett släkte av skalbaggar. Pseudoplanodes ingår i familjen långhorningar.
Kladogram enligt Catalogue of Life:
| Pseudoplanodes | \| \| Pseudoplanodes aurovilliusi \| \| \| \| \| \| Pseudoplanodes mindoroensis \| \| \| \| \| \| Pseudoplanodes xenoceroides \| \| \| \| |
|                | \| \| Pseudoplanodes aurovilliusi \| \| \| \| \| \| Pseudoplanodes mindoroensis \| \| \| \| \| \| Pseudoplanodes xenoceroides \| \| \| \| |
|                | Pseudoplanodes aurovilliusi |
|                | |
|                | Pseudoplanodes mindoroensis |
|                | |
|                | Pseudoplanodes xenoceroides |
|                | |